# أدولفو غريغوريو
أدولفو غريغوريو (بالإنجليزية: Adolfo Gregorio)‏ (1 أكتوبر 1982 بترلوك في الولايات المتحدة - ) هو لاعب كرة قدم أمريكي في مركز الوسط. شارك مع منتخب الولايات المتحدة تحت 17 سنة لكرة القدم ومنتخب الولايات المتحدة تحت 18 سنة لكرة القدم ومنتخب الولايات المتحدة تحت 23 سنة لكرة القدم. أما مع النوادي، فقد لعب مع ريال سالت ليك ودارلينجتون إف سى وOrange County Blue Star ‏.

## وصلات خارجية
- أدولفو غريغوريو على موقع الاتحاد الدولي (مؤرشف)  (الإنجليزية)
- أدولفو غريغوريو على موقع الدوري الأمريكي (الإنجليزية)
- أدولفو غريغوريو على موقع قاعدة بيانات كرة القدم.إي يو (الإنجليزية)
- أدولفو غريغوريو على موقع Soccerbase.com (لاعب) (الإنجليزية)